# Abebe Bikila
Abebe Bikila (ur. 7 sierpnia 1932 we wsi Jato, zm. 25 października 1973 w Addis Abebie) – etiopski lekkoatleta, biegacz długodystansowy, dwukrotny złoty medalista olimpijski w biegu maratońskim. Stał się ikoną afrykańskiego sportu w okresie rozpadu kolonializmu.
Pomimo braku doświadczenia międzynarodowego zdobył złoty medal w maratonie na igrzyskach olimpijskich w 1960 w Rzymie, przed faworytem Rhadim Ben Abdesselamem z Maroka i Barrym Magee z Nowej Zelandii. Biegł na tych igrzyskach boso. Na sześć tygodni przed igrzyskami olimpijskimi w 1964 w Tokio poddał się operacji wycięcia wyrostka robaczkowego. Mimo to ponownie zdobył złoty medal (jako pierwszy w historii nowożytnych igrzysk olimpijskich, później dokonali tego także Waldemar Cierpinski i Eliud Kipchoge), wyprzedzając Basila Heatleya z Wielkiej Brytanii i Kōkichiego Tsuburayę z Japonii. W obu przypadkach Bikila ustanawiał najlepsze wyniki na świecie w biegu maratońskim (w tym czasie IAAF nie uznawała oficjalnych rekordów świata w tej konkurencji).
Podczas swych trzecich igrzysk olimpijskich w 1968 w Meksyku Bikila nie ukończył biegu maratońskiego. Rok później w wypadku samochodowym doznał ciężkich obrażeń i do końca życia poruszał się na wózku inwalidzkim. Mimo to nie zerwał całkowicie ze sportem. Startował w zawodach niepełnosprawnych łuczników. Zmarł kilka lat później.